# Canada aux Jeux olympiques d'hiver de 2006
Le Canada est représenté par 196 athlètes aux Jeux olympiques d'hiver de 2006 à Turin.

## Médailles
|        | Médaille d'or, Jeux olympiques | Médaille d'argent, Jeux olympiques | Médaille de bronze, Jeux olympiques | Total |
| ------ | ------------------------------ | ---------------------------------- | ----------------------------------- | ----- |
| Canada | 7                              | 10                                 | 7                                   | 24    |

- Liste des vainqueurs d'une médaille (par ordre chronologique)
  - Jennifer Heil  à l'épreuve des bosses F Résultats
  - Cindy Klassen  en patinage de vitesse sur 3 000 m F Résultats
  - Beckie Scott et Sara Renner  en ski de fond en relais du sprint F Résultats
  - Anouk Leblanc-Boucher  en short-track 500 m F Résultats
  - Kristina Groves, Clara Hughes et Christine Nesbitt  en patinage de vitesse en poursuite par équipe F Résultats
  - Mellisa Hollingsworth-Richards  en skeleton F Résultats
  - Jeffrey Buttle  en patinage artistique H Résultats
  - Arne Dankers, Steven Elm, Denny Morrison, Jason Parker, Justin Warsylewicz  en patinage de vitesse en poursuite par équipe H Résultats
  - Dominique Maltais  en snowboard Cross F Résultats
  - Duff Gibson  en skeleton hommes Résultats
  - Jeff Pain  en skeleton hommes Résultats
  - Cindy Klassen  en patinage de vitesse dans l'épreuve du 1 000 m F Résultats
  - Pierre Lueders et Lascelles Oneil Brown  en bobsleigh en bob à 2 H Résultats
  - L'Équipe du Canada de hockey sur glace féminin  en hockey sur glace féminin Résultats
  - Chandra Crawford  en ski de fond sprint féminin Résultats
  - Cindy Klassen  en patinage de vitesse sur 1 500 m F Résultats
  - Kristina Groves  en patinage de vitesse sur 1 500 m F Résultats
  - Alanna Kraus, Anouk Leblanc-Boucher, Amanda Overland, Kalyna Roberge et Tania Vicent  en Short-track sur le relais 3 000 m F Résultats
  - Shannon Kleibrink, Amy Nixon, Glenys Bakker, Christine Keshen et Sandra Jenkins  en curling féminin Résultats
  - Brad Gushue, Mark Nichols, Russ Howard, Jamie Korab et Mike Adam  en curling masculin Résultats
  - Clara Hughes  en patinage de vitesse dans l'épreuve du 5 000 m F Résultats
  - Cindy Klassen  en patinage de vitesse dans l'épreuve du 5 000 m F Résultats
  - François-Louis Tremblay  en Short-track sur 500 m H Résultats
  - Éric Bédard, Charles Hamelin, François-Louis Tremblay, Mathieu Turcotte et Jonathan Guilmette  en Short-track en relais sur 5 000 m H Résultats

## Épreuves

### Biathlon
Hommes
- Robin Clegg
- Jean-Philippe Leguellec
- David Leoni

Femmes
- Martine Albert
- Sandra Keith
- Zina Kocher
- Marie-Pierre Parent

### Bobsleigh
Hommes
- Morgan Alexander
- David Bissett
- Lascelles Brown
- Nathan Cunningham
- Serge Despres
- Ken Kotyk
- Steve Larsen
- Florian Linder
- Pierre Lueders

Femmes
- Jaime Cruickshank
- Suzanne Gavine-Hlady
- Heather Moyse
- Kaillie Simundson
- Helen Upperton

### Combiné nordique
Hommes
- Jason Myslicki
- Max Thompson

### Curling
Hommes
- Brad Gushue
- Mark Nichols
- Russ Howard
- Jamie Korab
- Mike Adam

Femmes
- Shannon Kleibrink
- Amy Nixon
- Glenys Bakker
- Christine Keshen
- Sandra Jenkins

### Hockey sur glace
Hommes
- Martin Brodeur
- Roberto Luongo
- Marty Turco
- Rob Blake
- Adam Foote
- Jay Bouwmeester
- Chris Pronger
- Bryan McCabe
- Wade Redden
- Robyn Regehr
- Joe Sakic
- Jarome Iginla
- Simon Gagné
- Vincent Lecavalier
- Brad Richards
- Martin Saint-Louis
- Dany Heatley
- Joe Thornton
- Shane Doan
- Todd Bertuzzi
- Kris Draper
- Rick Nash
- Eric Staal
- Jason Spezza
- Dan Boyle

Femmes
- équipe du Canada de hockey sur glace féminin
- Charline Labonté
- Kim St-Pierre
- Gillian Ferrari
- Becky Kellar
- Carla MacLeod
- Caroline Ouellette
- Cheryl Pounder
- Colleen Sostorics
- Meghan Agosta
- Gillian Apps
- Jennifer Botterill
- Cassie Campbell
- Danielle Goyette
- Jayna Hefford
- Gina Kingsbury
- Cherie Piper
- Vicky Sunohara
- Sarah Vaillancourt
- Katie Weatherston
- Hayley Wickenheiser
- Sami Jo Small
- Delaney Collins

### Luge
Hommes
- Grant Albrecht
- Jeffrey Christie
- Ian Cockerline
- Samuel Edney
- Chris Moffat
- Mike Moffat
- Eric Pothier

Femmes
- Alex Gough
- Regan Lauscher
- Meaghan Simister

### Patinage artistique
Hommes
- Jeffrey Buttle
- Emanuel Sandhu
- Shawn Sawyer

Femmes
- Joannie Rochette
- Mira Leung

Couples
- Valérie Marcoux et Craig Buntin
- Jessica Dubé et Bryce Davison

Dance sur glace
- Marie-France Dubreuil et Patrice Lauzon
- Megan Wing et Aaron Lowe

### Patinage de vitesse
Hommes
- Arne Dankers
- Steven Elm
- Mike Ireland
- Vincent Labrie
- Brock Miron
- Denny Morrison
- Jason Parker
- Francois-Olivier Roberge
- Justin Warsylewicz
- Jeremy Wotherspoon

Femmes
- Kristina Groves
- Clara Hughes
- Cindy Klassen
- Krisy Myers
- Christine Nesbitt
- Shannon Rempel
- Kerry Simpson
- Kim Weger

### Short-track
Hommes
- Éric Bédard
- Jonathan Guilmette
- Charles Hamelin
- François-Louis Tremblay
- Mathieu Turcotte

Femmes
- Alanna Kraus
- Anouk Leblanc-Boucher
- Amanda Overland
- Kalyna Roberge
- Tania Vicent

### Saut à ski
Hommes
- Gregory Baxter
- Graeme Gorham
- Jason Myslicki
- Michael Nell
- Stefan Read

### Skeleton
Hommes
- Paul Boehm
- Duff Gibson
- Jeff Pain

Femmes
- Lindsay Alcock
- Mellisa Hollingsworth-Richards

### Ski acrobatique
Hommes
- Jeff Bean
- Alexandre Bilodeau
- Marc-André Moreau
- Kyle Nissen
- Steve Omischl
- Warren Shouldice

Femmes
- Veronika Bauer
- Deidra Dionne
- Jennifer Heil
- Stephanie St. Pierre

### Ski alpin
Hommes
- Patrick Biggs
- François Bourque
- Thomas Grandi
- Michael Janyk
- John Kucera
- Manuel Osborne-Paradis
- Jean-Philippe Roy
- Ryan Semple

Femmes
- Brigitte Acton
- Emily Brydon
- Allison Forsyth
- Sherry Lawrence
- Shona Rubens
- Geneviève Simard
- Kelly Vanderbeek

### Ski de fond
Hommes
- Sean Crooks
- Drew Goldsack
- George Grey
- Chris Jeffries
- Devon Kershaw
- Dan Roycroft
- Phil Widmer

Femmes
- Amanda Ammar
- Chandra Crawford
- Sara Renner
- Beckie Scott
- Milaine Thériault

### Snowboard
Hommes
- Jasey-Jay Anderson
- Francois Boivin
- Philippe Berube
- Justin Lamoureux
- Hugo Lemay
- Crispin Lipscomb
- Brad Martin
- Drew Neilson
- Tom Velisek

Femmes
- Sarah Conrad
- Alexa Loo
- Dominique Maltais
- Mercedes Nicoll
- Maelle Ricker
- Erin Simmons
- Dominique Vallée